# Thorsten Wilhelms
Thorsten Wilhelms (* 31. Juli 1969 in Liebenau) ist ein ehemaliger deutscher Radrennfahrer. Er gewann 2002 die erste Austragung der Katar-Rundfahrt.

## Karriere
Wilhelms fuhr als Amateur für mehrere Vereine, unter anderem den RSV Nienburg e.V. und den RC Charlottenburg. 1991 konnte er Rund um Frankfurt gewinnen. 1993 gewann er bei der Niedersachsen-Rundfahrt die Etappe von Rheine nach Nienburg/Weser. Beim PostGirot Open erzielte er drei Etappensiege. Ab 1993 widmete er sich seiner Ausbildung zum Betriebsfachassistent und stieg ab 1996 in den elterlichen Betrieb ein.  Ab Mai 1999 startete er wieder als Profi beim Team Greese. Neben dem Etappensieg bei der Commonwealth Bank Classic gewann er ein Kriterium in Gießen. Ab 2000 fuhr er für das Team Nürnberger und konnte neben den Siege gute Etappenplatzierungen erzielen. Ab 2002 wechselte er zum Team Coast. Hier erwirkte er seinen größten Erfolg mit dem Sieg in der Gesamtwertung der Katar-Rundfahrt. Nach der Saison 2003 beendete Wilhelms seine Profikarriere, fuhr aber weiterhin Rennen. Sein letztes Straßenrennen als Profi fuhr er 2004 in Gütersloh, das er gewann. Wilhelms fuhr 2003/2004 auch bei den Sechstagerennen in Stuttgart und 2004/2005 in Dortmund mit.
Nach seiner Profikarriere arbeitete er von 2005 bis 2006 in der Touristikbranche. Ab 2006 bis 2008 war er Leiter in einem Sport-Zentrum in Gelsenkirchen und ab 2008 bis 2010 im Marketing eines Radherstellers. Seit 2011 bis dato (Stand 2024) ist Wilhelms bei einem Radkomponeten-Hersteller tätig.

## Erfolge
1999
- eine Etappe Commonwealth Bank Classic

2000
- eine Etappe Troféu Joaquim Agostinho
- eine Etappe Coca-Cola-Trophy[10]

2001
- zwei Etappen Vuelta a Cuba
- eine Etappe Niedersachsen-Rundfahrt

2002
- Gesamtwertung und zwei Etappen Katar-Rundfahrt
- zwei Etappen Niedersachsen-Rundfahrt
- eine Etappe Volta ao Algarve

2003
- eine Etappe Niedersachsen-Rundfahrt